# Роскоммон (Мічиган)
Роскоммон (англ. Roscommon) — селище (англ. village) в США, в окрузі Роскоммон штату Мічиган. Населення — 981 особа (2020).

## Географія
Роскоммон розташований за координатами 44°29′17″ пн. ш. 84°35′24″ зх. д. / 44.48806° пн. ш. 84.59000° зх. д. (44.487970, -84.590085).  За даними Бюро перепису населення США в 2010 році селище мало площу 3,88 км², з яких 3,87 км² — суходіл та 0,02 км² — водойми.

## Демографія
Згідно з переписом 2010 року, у селищі мешкало 1075 осіб у 423 домогосподарствах у складі 233 родин. Густота населення становила 277 осіб/км².  Було 507 помешкань (131/км²).
Расовий склад населення:
| - 95,6 % — білих - 0,8 % — азіатів - 0,7 % — корінних американців - 0,3 % — чорних або афроамериканців |

До двох чи більше рас належало 2,6 %. Частка іспаномовних становила 0,2 % від усіх жителів.
За віковим діапазоном населення розподілялося таким чином: 22,1 % — особи молодші 18 років, 55,0 % — особи у віці 18—64 років, 22,9 % — особи у віці 65 років та старші. Медіана віку мешканця становила 43,6 року. На 100 осіб жіночої статі у селищі припадало 91,6 чоловіків;  на 100 жінок у віці від 18 років та старших — 87,7 чоловіків також старших 18 років.
Середній дохід на одне домашнє господарство  становив 28 188 доларів США (медіана — 24 464), а середній дохід на одну сім'ю — 32 463 долари (медіана — 30 875). Медіана доходів становила 31 250 доларів для чоловіків та 28 750 доларів для жінок. За межею бідності перебувало 57,7 % осіб, у тому числі 74,9 % дітей у віці до 18 років та 17,4 % осіб у віці 65 років та старших.
Цивільне працевлаштоване населення становило 269 осіб. Основні галузі зайнятості: освіта, охорона здоров'я та соціальна допомога — 29,4 %, виробництво — 18,2 %, роздрібна торгівля — 13,8 %, мистецтво, розваги та відпочинок — 11,2 %.